# Villa de Mazo
Villa de Mazo er en by og kommune i det sydvestlige Spanien på øen La Palma i provinsen Santa Cruz de Tenerife, De Kanariske Øer. Den har et indbyggertal på 5.070 (2024) indbyggere.